# とれんだシリーズ
「とれんだシリーズ」（英：TORENDA SERIES）は、エイブルコーポレーションによって開発、発売されたクレーンゲームの総称。シリーズは古いものから、『とれんだ4』、『とれんだ4α』、『とれんだ2』、『とれんだ2α』の4種類に分かれている。また、これらのとれんだを複数設置し完全子供向けに開発された『とれんだカー』やエイブル社の民事再生法適用申請に伴う加賀アミューズメントへの事業譲渡直前に開発され世に出回ることのなかった『とれんだ1』も存在する。

## 概要
景品を獲得する楽しさをプレイヤーに提供することをコンセプトとする。大人から子供まで幅広い年齢層が楽しめるようにと、筐体は小さく設計されており、ネームにも「とれんだよん（4）」と遊び心を加えている。筐体を低くすることにより、小さな子供でもクレーン部などを見上げることなく快適にプレイすることができるようになった。路線はエイブルコーポレーションの「プロボウルシリーズ」と同じファミリー向けである。そのため、操作方法も簡単なものとなっている。
発案、開発、発売において、初代とれんだ（『とれんだ4』）はエイブルコーポレーションが行なっていた。エイブルコーポレーションの倒産後は営業権を取得した加賀アミューズメントが行なっていたが、加賀アミューズメントは北日本通信工業の「ジェミニシリーズ」やキュービックの「みにっちゃ！シリーズ」など同業者製品の販売へシフトしたため、2019年現在の取扱は『とれんだカー』のみとなっている。

## とれんだ4
エイブルコーポレーションより発売された1作目。他社のクレーンゲームの筐体は大きいものが多く、子供向けの小さなものはなかったため開発された。開発当時は子供向けを想定していたが、店舗に置かれると年齢関係なく遊ばれた。また、当時は珍しい3本アームを採用したためアームの安定感からリピーターが続出した。これがエイブル社が倒産後もシリーズとして続いた理由である。

### システム（4）
前述した通り、子供向けで開発されていたため操作方法もボタン2つのみと簡単であった。また、子供に配慮した筐体サイズ、店舗側に配慮した4つの独立したステーションがある。このステーションを作ったことにより、各プライズフロアによって男児向け、女児向けなど景品を分けて入れることが可能になった。また、取り易さに配慮された専用景品も用意されている。アームは3本ツメ仕様とスコップ仕様の2通りあり、好きな方を選び使用することができる。景品の取り出し口が小さいため、獲得できる景品は小さいものがほとんどである。

### 評価（4）
AMショー2005出展機種人気ランキングプライズマシン部門トップ10にランクイン（3位）。

## とれんだ4α
加賀アミューズメントから発売された2作目。
アイデアはエイブルコーポレーションのものを引き継ぎ、基本部分やデバイスなどが変更された。

### システム（4α）
今作よりレバー操作を採用するなど操作方法を簡単にしており、筐体の小ささもアピールポイントの1つとなっている。
景品の取り出し口を大きくすることにより、大きな景品を獲得することができるようになった。そのため高さが少し高くなったが、子供向け路線への影響は見られない程度である。

## とれんだ2
加賀アミューズメントから発売された3作目。2代に渡って続いていたイメージカラーのピンクから脱却し、新しくブルーを基調とした。

### システム（2）
デバイスを1レバー1ボタンから2ボタンに変更。
今作より時間制限を設けることによりプレイヤーの焦りによるミスを誘う台となった。
初代、2代目の景品落とし口が滑り坂+穴だったのに対し、今作より全て穴とした。そのことにより、難易度が易しくなった。
ブルーを基調としたものの、その他にもオレンジなど様々なカラーバリエーションを発表。それに加えて、前作の筐体デザインの変更に伴う高さの増加を修正した。

## とれんだ2α
加賀アミューズメントから発売された4作目。
基本機能を変更し、2名プレイとなった。
前作でブルーとしたイメージからを初代、2代目のピンクに戻した。
α作品のため、筐体デザインは2αと変わらない。

### システム（2α）
前作の『とれんだ2』と比べ、景品の落とし口が大幅に広くなった。また、アームサイズも大きくなっており、景品の獲得のしやすさが増加した。そのため景品の獲得個数制限を設けるゲームセンターが出た。

## その他

### とれんだカー
加賀アミューズメントから発売された、とれんだの複合筐体。車型の筐体土台にとれんだを並べることにより外見によるエンターテイメント性と複数人数によるプレイの2つを実現した。

#### システム（カー）
バスをモデルとした車型の筐体土台に背を合わせるようにそれぞれ5台のミニとれんだが搭載されたもの。合計10台のミニとれんだが乗せられ、最大10人プレイが可能となった。バスの運転席部分は乗ることができ、まるでとれんだカーを運転しているような気分が味わえる。バスの天井部には景品ディスプレイ用の透明な棚があり、取りたい景品が置いてある台を選ぶことができる。アームは全部で3種類あり、40mm、57mm、82mmから選ぶことができる。

### とれんだ1
1人プレイ用に2005年に開発された。2005年9月に行われたAMショーでは出品されたものの、販売開始直前にエイブル社が経営権を売却。世に出回ることのない幻の製品となった。

#### 評価（1）
AMショー2005出展機種人気ランキングプライズマシン部門トップ10にランクイン（7位）。